# Улица Дражинского (Симферополь)
Улица Дражинского — улица в Железнодорожном районе Симферополя. Названа в честь советского революционера Юрия Дражинского. Общая протяжённость — 210 метров.

## Расположение
Улица берёт своё начало от улицы Гоголя и заканчивается переходом в улицу Калинина. Общая протяжённость улицы составляет 210 метров.

## История
Улица была указана на плане Симферополя 1910 года, находилась в районе железнодорожной станции Симферополя (между Железнодорожной и Шестериковской слободками). Поскольку улица к тому моменту была окраинной, на плане она названия не имела. 
В ноябре 1930 года улице было присвоено имя Юрия Дражинского. Улица полностью застроена.
Во время немецкой оккупации 1941—1944 годов носила название Донская (нем. Don strasse).